# コニー・セレッカ
コニー・セレッカ（英: Connie Sellecca、1955年5月25日 - ）はニューヨーク州ニューヨーク市ブロンクス区出身のイタリア系のアメリカ合衆国の女優・元モデル。出生名はコンチェッタ・セレッキア（Concetta Sellecchia）。ソープ・オペラや映画、TVへの出演でよく知られている。
セレッカの最も有名な役として、TVシリーズ『UFO時代のときめき飛行 アメリカン・ヒーロー』の主人公ラルフ・ヒンクリー（演・ウィリアム・カット）の、ビル・マックスウェル（演・ロバート・カルプ）と並ぶもう一人のパートナーである恋人で弁護士のパム・ディヴィッドソン、また1980年代のTV連続活劇『ホテル』でピーター・マクダーモット（演・ジェームズ・ブローリン）の販売促進マネージャーから後に恋人となるクリスティン・フランシスとが挙げられる。彼女の最新の出演映画は2007年の『ザ・ワイルド・スタリオン』である。

## 若年期
セレッカは、12歳のときにニューヨーク州ロックランド郡のポモーナの村へと移った。彼女はスプリング・ヴァリーでポモーナ中学校とラマポ高校に通い、そこで最初に舞台芸術に関心を持つようになった。後でボストン・カレッジに進んだが、彼女は芝居を仕事とするため卒業前に中退した。

## 経歴
セレッカは"パム・ディヴィッドソン"として『UFO時代のときめき飛行 アメリカン・ヒーロー』に出演した後、ファッション・モデルとして有名になった。番組終了後に、ちょうど契約から解放された彼女はTVドラマ『ホテル』でジェームズ・ブローリンの相手役を務める"クリスティン・フランシス"役へのオーディションを受け、1983年から1988年までこの役を演じた。セレッカは、番組の放送期間中ずっとブローリンとの相性が素晴らしく良く、彼とは収録中だけでなく番組外でも親友となった。今日でもブローリンを良き友として1992年の結婚式に彼を招待している。

## 家族
セレッカには、1人の姉妹ロサン・マック（Rosann Mack）と1人の兄弟ヴィンセント（Vincent）がおり、彼らの両親はアン（Ann）とプリモ・セレッキア（Primo Sellecchia）である。
セレッカは1979年から1987年まで俳優のギル・ジェラードと婚姻関係にあった。彼らの息子ギルバート"ギブ"ヴィンセント・ジェラード（Gilbert "Gib" Vincent Gerard）は1981年に誕生した。
1992年4月4日より彼女はインフォティナー（infotainer）でピアニストの、『エンターテインメント・トゥナイト』の前ホストであったジョン・テッシュと結婚している。彼らは1994年6月2日生まれの娘プリマ・セレッキア・テッシュ（Prima Sellecchia Tesh）をもうけた。彼女の名はセレッカの亡き父親にちなんで付けられている。
テッシュ同様に、セレッカは新生クリスチャンである。

## 参照
1. ↑  “John Tesh: A Deeper Faith”.   Atlanta Christian Magazine. 2009年10月20日閲覧。